# Gary Wright
Gary Malcolm Wright (Cresskill, Nueva Jersey, 26 de abril de 1943-Palos Verdes Estates, California, 4 de septiembre de 2023) fue un músico, cantante y compositor estadounidense reconocido por sus éxitos de 1976 «Dream Weaver», «Really Wanna Know You» y  «Love Is Alive», y por su papel en el establecimiento del sintetizador como un instrumento relevante en la música rock y pop.

## Carrera musical
Su álbum más relevante, The Dream Weaver, fue producido después de haber pasado siete años en Londres como miembro de la banda de hard rock Spooky Tooth y como artista en solitario de A&M Records. Durante su estancia en Inglaterra, tocó el teclado en el triple álbum de George Harrison All Things Must Pass (1970), a partir del cual comenzó una amistad que inspiró la temática hindú y la espiritualidad inherente a las posteriores composiciones de Wright. Su trabajo a partir de la década de 1980 adoptó elementos de la música del mundo y del new age, aunque ninguno de sus discos volvió a tener la relevancia comercial de The Dream Weaver.
Como antiguo niño actor, Wright participó en Broadway en el musical Fanny antes de estudiar medicina y luego psicología en Nueva York y Berlín. Después de conocer a Chris Blackwell de Island Records en Europa, Wright se trasladó a Londres, donde ayudó a la formación de Spooky Tooth como un grupo popular en directo. También se desempeñó como principal compositor de la banda en sus grabaciones, entre ellas, en álbumes como Spooky Two y You Broke My Heart So I Busted Your Jaw. Su álbum en solitario Footprint, grabado con la ayuda de Harrison, coincidió con la formación de su banda Wonderwheel, que incluyó al guitarrista Mick Jones. En la década de 1970, Wright también tocó en grabaciones de BB King, Jerry Lee Lewis, Ringo Starr y Ronnie Spector, mientras que su asociación musical con Harrison perduró hasta poco antes de su muerte en 2001.
Wright se dedicó a grabar bandas sonoras a comienzos de la década de 1980, lo que le llevó a regrabar su canción más popular, «Dream Weaver», para la comedia El mundo de Wayne. Después de la gira de reunión de Spooky Tooth en 2004, Wright ha tocado en directo con frecuencia, tanto con el grupo de Ringo como con su propia banda. Los discos en solitario más recientes de Wright, incluyendo Waiting to Catch the Light y Connected, han sido publicados por su propio sello discográfico, Larklio.

## Discografía
En solitario
- Extraction (1970)
- Footprint (1971)
- Ring of Changes (1972)
- Benjamin – The Original Soundtrack of Willy Bogner's Motion Picture (1974)
- The Dream Weaver (1975)
- The Light of Smiles (1977)
- Touch and Gone (1977)
- Headin' Home (1979)
- The Right Place (1981)
- Fire and Ice soundtrack (1986)
- Who I Am (1988)
- First Signs of Life (1995)
- Human Love (1999)
- Waiting to Catch the Light (2008)
- The Light of a Million Suns (2008) (EP)
- Connected (2010)